# Herz (Symbol)

Herz, Symbol für Liebe

Das Herz bzw. die Herzform ist hauptsächlich als Symbol für die Liebe bekannt.
Das Herzsymbol symbolisiert das gleichnamige Organ Herz. So wie das Organ metonymisch für Güte und Liebe steht, repräsentiert auch das Herzsymbol ebendiese Werte. Im Allgemeinen wird es mit der Farbe Rot assoziiert.

## Geschichte
Das Herzsymbol entspringt den stilisierten Darstellungen von Feigenblättern, wie sie bereits im 3. Jahrtausend v. Chr. zu finden sind. Als Dekor finden sich Feigen- und später auch Efeublätter häufig auf Vasen und besonders in minoischen Fresken. Im 8. Jahrhundert v. Chr. dekorierten korinthische Vasenmalerei ihre figürlichen Abbildungen mit Efeublättern und herzförmigen Weintrauben. Das Efeublatt symbolisierte in griechischen, römischen und frühchristlichen Kulturen die ewige Liebe (Efeu ist eine sehr langlebige Pflanze).
In der Minneliteratur des 12. und 13. Jahrhunderts tauchen schließlich Efeublätter in Liebesszenen auf, bald in roter Farbe gemalt, die selbst als Symbolfarbe für die Liebe steht. Das heute so bekannte Symbol eines roten Efeublattes, mit dem Bild des liebenden Herzens verbunden, verbreitete sich über Europa.
Auch die Verwendung des Symbols durch die Herz-Jesu-Verehrung in der katholischen Kirche trug sehr zu dessen Verbreitung bei. Das Symbol wurde in die Heraldik eingeführt, und Ende des 15. Jahrhunderts ersetzte das Symbol auf französischen Spielkarten den auf italienischen Tarock-Karten gebräuchlichen Kelch (siehe auch Gral).
Als Darstellung für das menschliche Herz wird das Herzsymbol seit dem 13. Jahrhundert verwendet. Frühere Abbildungen benutzten eine Pinienzapfen- oder Pyramidenform, die auf der anatomisch gewonnenen Beschreibung der hippokratischen Schule beruhte. Nachdem diese Erkenntnisse im frühen Mittelalter in Vergessenheit gerieten, übernahmen die Mediziner das blattförmige Symbol in ihre Darstellungen. Tatsächlich sieht das Herz anders aus.
Die Kombination der Herzform und ihre Verwendung in der „Herzmetapher“ wurde gegen Ende des Mittelalters entwickelt, obwohl die Form in vielen antiken epigraphischen Denkmälern und Texten verwendet wurde. Mit möglichen frühen Beispielen oder direkten Vorgängern im 13. bis 14. Jahrhundert entwickelte sich das bekannte Symbol des Herzens, das die Liebe darstellt, im 15. Jahrhundert und wurde im 16. Jahrhundert in Europa populär.
Über das Herzsymbol erschließt sich also die „Herzmetapher“.

## In der Datenverarbeitung
Das Herz-Symbol existiert als Sonderzeichen seit den Anfängen des Personal Computers und war schon Bestandteil der Codepage 437, des Zeichensatzes des ersten IBM-PCs. Es ist daher unter Microsoft Windows bis heute mit der Tastenkombination Alt+3 auf dem Ziffernblock einzugeben.
Unicode enthält verschiedene Formen des Herz-Symbols und auch einige das Herz-Symbol enthaltende komplexe Symbole:
| Glyphe, ggf. mit Varianten | Unicode-Zeichen | Unicode-Name, Anmerkungen               | HTML-Code                           | Alt-Code     |
| -------------------------- | --------------- | --------------------------------------- | ----------------------------------- | ------------ |
| ☙                          | U+2619          | REVERSED ROTATED FLORAL HEART BULLET    | &#x2619;                            |              |
| ♡                          | U+2661          | WHITE HEART SUIT                        | &#x2661; oder &#9825;               | Alt + 9825   |
| ♥                          | U+2665          | BLACK HEART SUIT (Spielkartensymbol)    | &#x2665; oder &#9829; oder &hearts; | Alt + 3      |
| ❤ ❤️                       | U+2764          | HEAVY BLACK HEART                       | &#x2764;                            |              |
| ❥                          | U+2765          | ROTATED HEAVY BLACK HEART BULLET        | &#x2765;                            |              |
| ❣                          | U+2763          | HEAVY HEART EXCLAMATION MARK ORNAMENT   | &#x2763;                            |              |
| ❦                          | U+2766          | FLORAL HEART (Aldusblatt)               | &#10086;                            | Alt + 010086 |
| ❧                          | U+2767          | ROTATED FLORAL HEART BULLET             | &#10087;                            | Alt + 010087 |
| 🎔                          | U+1F394         | HEART WITH TIP ON THE LEFT              | &#x1F394;                           |              |
| 💑                         | U+1F491         | COUPLE WITH HEART                       | &#x1F491;                           |              |
| 💓                         | U+1F493         | BEATING HEART                           | &#x1F493;                           |              |
| 💔                         | U+1F494         | BROKEN HEART                            | &#x1F494;                           |              |
| 💕                         | U+1F495         | TWO HEARTS                              | &#x1F495;                           |              |
| 💖                         | U+1F496         | SPARKLING HEART                         | &#x1F496;                           |              |
| 💗                         | U+1F497         | GROWING HEART                           | &#x1F497;                           |              |
| 💘                         | U+1F498         | HEART WITH ARROW                        | &#x1F498;                           |              |
| 💙                         | U+1F499         | BLUE HEART                              | &#x1F499;                           |              |
| 💚                         | U+1F49A         | GREEN HEART                             | &#x1F49A;                           |              |
| 💛                         | U+1F49B         | YELLOW HEART                            | &#x1F49B;                           |              |
| 💜                         | U+1F49C         | PURPLE HEART                            | &#x1F49C;                           |              |
| 💝                         | U+1F49D         | HEART WITH RIBBON                       | &#x1F49D;                           |              |
| 💞                         | U+1F49E         | REVOLVING HEARTS                        | &#x1F49E;                           |              |
| 💟                         | U+1F49F         | HEART DECORATION                        | &#x1F49F;                           |              |
| 😍                         | U+1F60D         | SMILING FACE WITH HEART-SHAPED EYES     | &#x1F60D;                           |              |
| 😻                         | U+1F63B         | SMILING CAT FACE WITH HEART-SHAPED EYES | &#x1F63B;                           |              |
| 🩵                         | U+1FA75         | LIGHT BLUE HEART                        | &#x1FA75;                           |              |
| 🩶                         | U+1FA76         | GREY HEART                              | &#x1FA76;                           |              |
| 🩷                         | U+1FA77         | PINK HEART                              | &#x1FA77;                           |              |

Ein Emoticon „<3“ (liegendes Herz) wird in Chaträumen, Zeitungsinseraten oder SMS verwendet.